# Highland Beach (Florida)
Highland Beach város az USA Florida államában, Palm Beach megyében. 

## Népesség
A település népességének változása: